# Potok, Idrija
Potok je naselje v Občini Idrija.